# Bossestraße 22 (Quedlinburg)

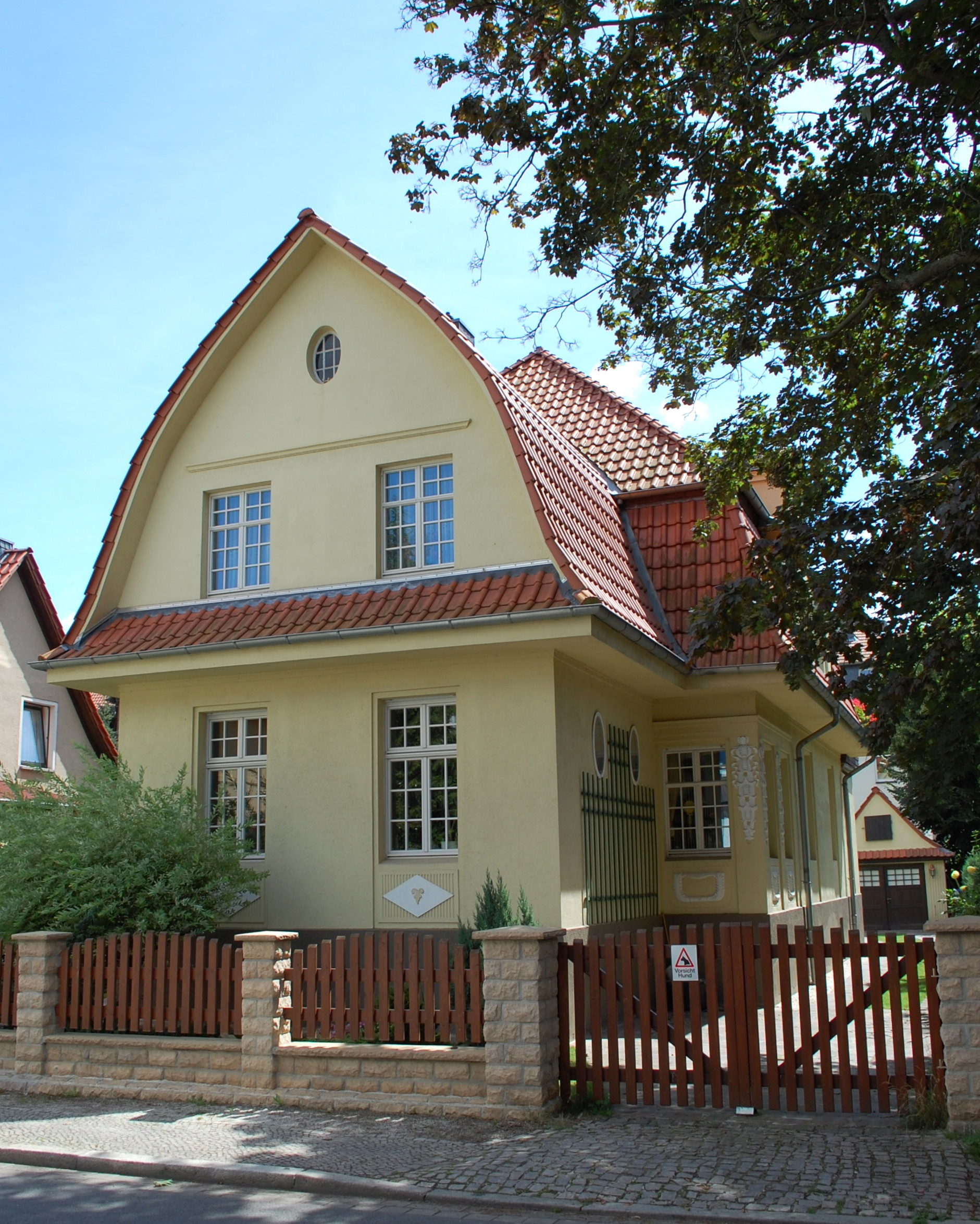
Haus Bossestraße 22

Das Haus Bossestraße 22 ist ein denkmalgeschütztes Gebäude in der Stadt Quedlinburg in Sachsen-Anhalt.
Das Gebäude befindet sich nördlich der historischen Quedlinburger Innenstadt auf der Südseite der Bossestraße. Es ist im Quedlinburger Denkmalverzeichnis als Wohnhaus eingetragen.

## Architektur und Geschichte
Das Gebäude entstand in den Jahren 1911/12 als kleines Siedlungshaus. Die Fassadengestaltung weist Elemente des Jugendstils und des Neoklassizismus auf.